# Tatras Belianske
Los Tatras Belianske (eslovaco: Belianske Tatry, son una cadena montañosa de los Tatras orientales en el centro-norte de Eslovaquia. Los Tatras orientales forman parte de los Montes Tatra, que a su vez forman parte de los Cárpatos Occidentales Interiores.
El punto más alto es Havran, con 2151,5 metros. Al igual que la mayor parte de la zona, el pico no es accesible para los turistas para proteger los animales y las plantas raras. Los primeros habitantes fueron pastores en el siglo XIV.
La cresta principal, de 14 km de longitud, contiene montañas de piedra caliza y dolomita con una topografía kárstica característica. Aquí se encuentra una de las pocas cuevas abiertas al público en los Tatras, la cueva de Belianska.

## Ecología y biología
Toda el área es una reserva natural nacional que cubre 54.08 km² que forma parte del parque nacional Tatra. Muchas especies endémicas, raras y en peligro de extinción viven o crecen aquí.
Las partes septentrionales de los Tatras Belianske albergan la mayor población de rebecos de los Tatras, que son endémicos. La flor típica de las montañas es el Edelweiss.